# هواوی اسند پی۷
هواوی اسند پی۷ (به انگلیسی: Huawei Ascend P7) (همچنین به عنوان هواوی پی۷ شناخته می‌شود) یک گوشی هوشمند رده بالا از سری هواوی پی است که توسط شرکت هواوی در مه ۲۰۱۴ معرفی و از ژوئن همان سال توسط هواوی به بازار عرضه شد. اسند پی۷ ز طراحی بسیار ظریف و زیبایی بهره می‌برد. قاب پشتی و پنل جلویی آن از جنس شیشه گوریلا گلس و فریم (قاب دور) آن از فلز است، دوربین جلوی باکیفیتی هم دارد اما پردازنده آن حداقل برای یک گوشی رده بالا مناسب نیست.
اسند پی۷ از شبکه‌های GSM, HSPA و LTE پشتیبانی می‌کند. این دستگاه از صفحه نمایش ۵ اینچی IPS با وضوح 1080p استفاده می‌کند. اسند پی۷ از پردازنده چهارهسته ای های‌سیلیکون کیرین ۹۱۰تی (به انگلیسی : Hisilicon Kirin 910T) متشکل از هسته های کورتکس-ای۹ با فرکانس ۱.۸ گیگاهرتز ، و از گرافیک Mali 450 استفاده می‌کند.اسند پی۷ دارای ۱۶گیگابایت حافظه داخلی همراه با ۲ گیگابایت حافظه رم است.اسند پی۷ از کارت حافظه مایکرو-اس‌دی(به انگلیسی : MicroSD) با حداکثر ظرفیت ۶۴ گیگابایت پشتیبانی می کند.این گوشی دارای یک دوربین عقب ۱۳ مگاپیکسلی (با قابلیت فیلمبرداری فول اچ‌دی 1080p ، فوکوس خودکار و فلاش LED) و همچنین یک دوربین جلوی ۸ مگاپیکسلی نیز هست. از قابلیت های ارتباطی اسند پی۷ می‌توان به وایفای 802.11 a / b / g / n (با قابلیت WiFi Direct, DLNA و هات اسپات)، بلوتوث ۴٫۰ (با A2DP) و حالت ذخیره نیرو و جی‌پی‌اس (با A GPS و GLONASS) ، ان اف سی و رادیو FM اشاره کرد. این گوشی همچنین از یک باتری لیتیوم پلیمری ۲۵۰۰ میلی‌آمپر ساعتی استفاده می‌کند که تا ۴۲۲ ساعت زمان آماده به کار ، ۲۲ ساعت زمان مکالمه 2G و ۱۴ ساعت زمان مکالمه 3G را پشتیبانی می‌کند.